# Santuario di Las Lajas

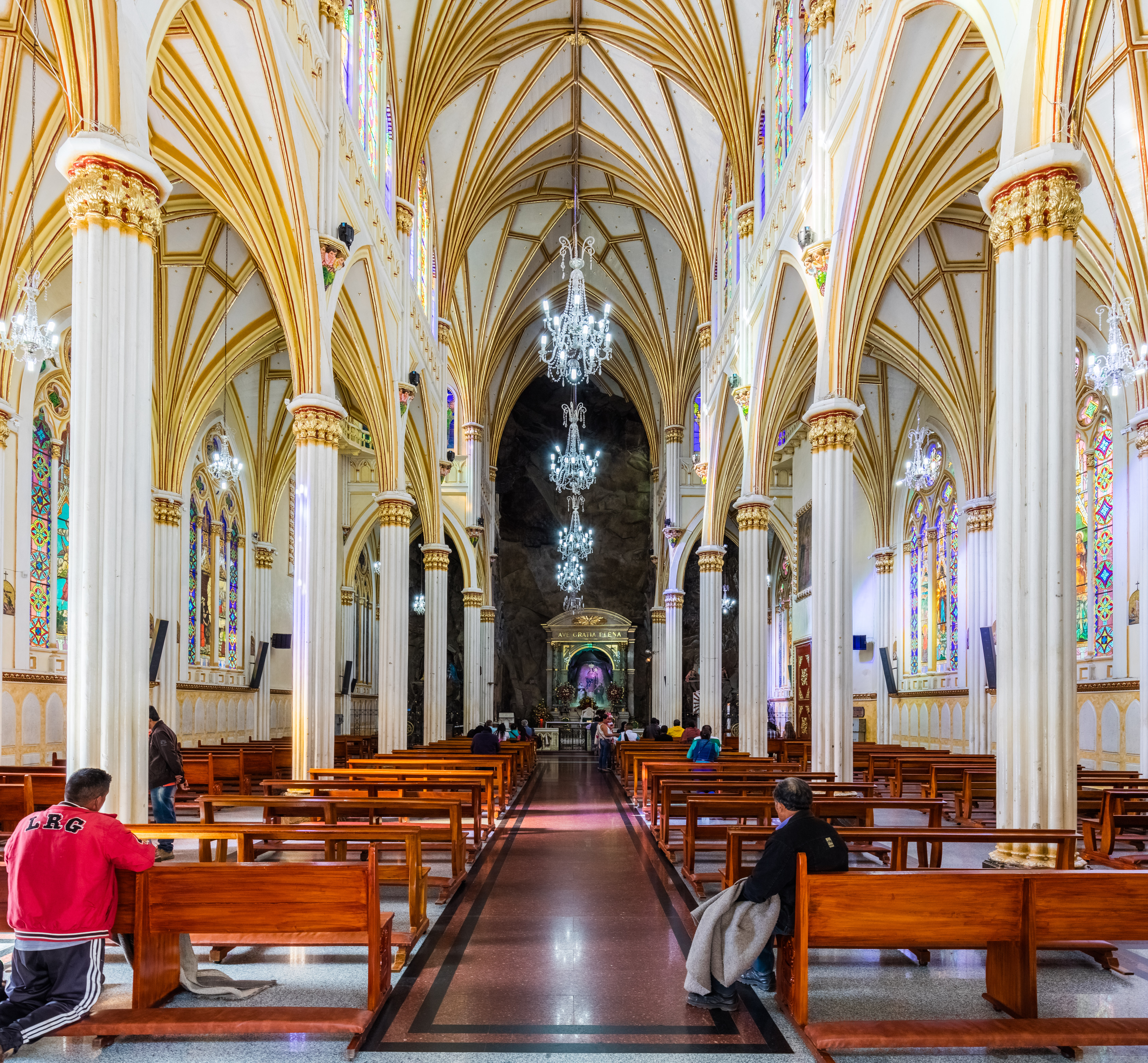
Interno.

Il santuario di Las Lajas, dedicato alla Madonna del Rosario, è un luogo di culto e pellegrinaggio situato nel canyon formato dal fiume Guaitara. Si trova nel comune di Ipiales, dipartimento di Nariño, nel sud della Colombia.

## Storia
Secondo la tradizione, l'immagine della Madonna col Bambino fu scoperta nel 1754 da un'indigena di nome María Mueces, insieme a sua figlia Rosa, mentre si dirigevano verso casa; colte di sorpresa da una tempesta, cercarono rifugio ai bordi del sentiero, tra le cavità formate dalle pietre piatte e larghe (dette lajas in spagnolo) che caratterizzano la zona nel canyon del fiume.
Con sorpresa della madre la bimba, sordomuta dalla nascita, disse: "La meticcia mi chiama...", indicando una lastra di pietra con un dipinto che emanava raggi luminosi. L'immagine, di autore sconosciuto, raffigurava la Madonna che porge un rosario a san Domenico, mentre il Bambino porge un cordone da saio a san Francesco. La vicenda commosse a tal punto la comunità cristiana che il luogo divenne un riferimento per tutto il territorio circostante, incluso il nord dell'Ecuador. L'immagine sulla pietra è ancora visibile.
L'esistenza di un luogo di culto in questo territorio è documentato dagli appunti di viaggio del frate Juan de Santa di Gertrudis, che attraversò la regione meridionale del Nuovo Regno di Granada tra il 1756 e il 1764. Il primo edificio fu costruito a metà del XVIII secolo in legno e paglia, sostituito da un santuario nel 1802, a sua volta ampliato e collegato al lato opposto del canyon con un ponte.

## Descrizione

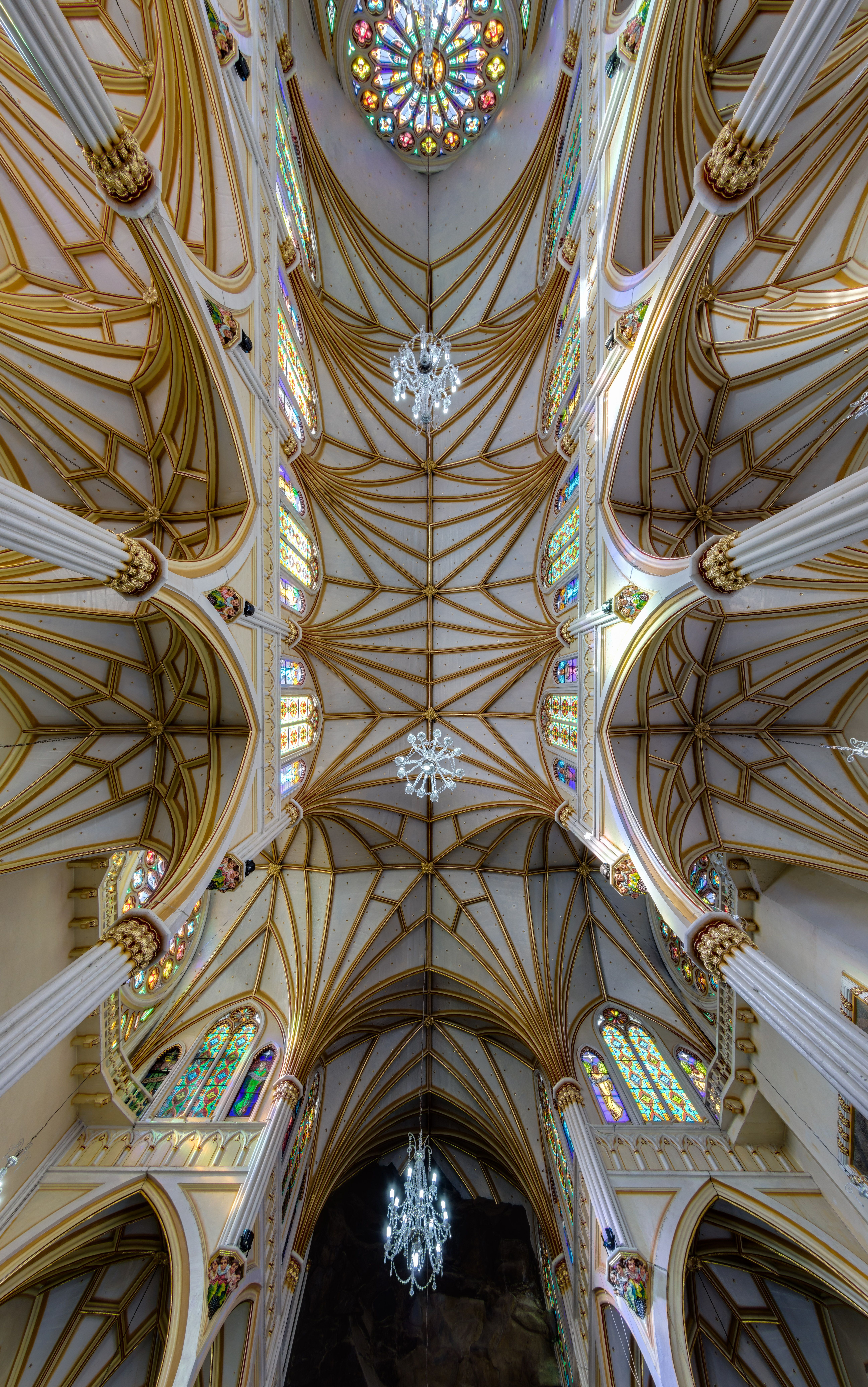
Volte delle navate interne del santuario di Las Lajas

La costruzione attuale (la quarta a partire dal XVIII secolo) è una chiesa di stile gotico, costruita durante i primi decenni del XX secolo in sostituzione di una costruzione risalente al XIX secolo.
L'edificio, costruito in pietra grigia e bianca a imitazione dello stile gotico del XIV secolo, si compone di tre navate costruite su un ponte a due archi che attraversa il fiume. L'altezza del tempio dalla sua base alla torre è di 100 metri, mentre il ponte lungo 20 metri e largo 17 metri è alto 50 metri.
La struttura principale misura 27,50 metri, con uno sfondo largo 15 metri. All'interno, le tre navate sono coperte da volte. Ha mosaici in fibra di vetro e durante il giorno la sua illuminazione filtra attraverso le vetrate, realizzate dal tedesco Walter Wolf. Il fondo o abside delle tre navate è costituito dal muro di pietra naturale del canyonː al termine della navata centrale è raffigurata l'immagine della Madonna col Bambino. Alla base del tempio, oltre ai due archi del ponte, vi è una cripta romanica a tre navate, coperta con volte a botte in struttura di pietra, dedicata al Sacro Cuore di Gesù.